# Despina Georgiadou
Despina Geōrgiadou (in greco Δέσποινα Γεωργιάδου?; Amarousio, 22 giugno 1991) è una schermitrice greca, specializzata nella sciabola.

## Carriera
Nel 2022 ha vinto la medaglia di bronzo nella sciabola individuale ai Mondiali de Il Cairo; ai Mondiali di Milano del 2023 ha invece conquistato l'argento, perdendo in finale con la giapponese Misaki Emura.

## Palmarès
- Mondiali

Il Cairo 2022: bronzo nella sciabola individuale.
Milano 2023: argento nella sciabola individuale.
- Giochi del Mediterraneo

Tarragona 2018: bronzo nella sciabola individuale.